# Paul Ami Bonifas
Paul Ami Bonifas (* 11. Januar 1893 in Genf; † 8. September 1967 in Anacortes) war ein Schweizer Keramiker, Publizist und Kunstlehrer. Er gilt als einziger Keramiker aus der Romandie, der mit seiner handwerklichen Produktion internationale Bedeutung erlangte.

## Leben und Werk
Paul Ami Bonifas war ein Sohn des Literaten Charles Bonifas. Bonifas liess sich zum Meister im Hafner- und Töpfergewerbe ausbilden. Anschliessend widmete er sich der Keramik und spezialisierte sich auf Steingutarbeiten. 1915 gründete er seine erste Keramikwerkstatt in Versoix, die er bis 1919 betrieb. 1917 heiratete er die Keramikerin Alice, geborene Sordet, genannt Lifas. Ihre gemeinsame Tochter war die Keramikerin und Bildhauerin Claire Aline Bonifas (* 1924).
Paul Ami Bonifas nahm 1918 an der Ausstellung des Schweizerischen Werkbunds teil. 1921/1922 arbeitet er als technischer Direktor bei dem Porzellanfabrikanten Achille Bloch & Fils in Paris. Zudem war er für L’Esprit Nouveau tätig. Ab den 1920er-Jahren nahm er regelmässig an internationalen Ausstellungen teil, u. a. 1926 im Salon d’Automne. 
Bonifas erwarb 1922 die Keramikmanufaktur Poterie Berguer & Cie. in Ferney-Voltaire und gründete dort ein Keramikatelier, das er bis 1940 betrieb. Ab 1927 veröffentlichte er zahlreiche Artikel über Kunsthandwerk und Industrie sowie zur Kunstphilosophie, so u. a. in den Zeitschriften L’Œuvre und Vie, art, cité.
1931 ging Bonifas eine Zusammenarbeit mit der Westschweizer Glasfabrik Verrerie de Saint-Prex ein. Für eine Kollektion von Glasobjekten für den Alltagsgebrauch übernahm er die damals fortschrittliche Rolle des Produktgestalters. 1941 kehrte er in die Schweiz zurück. Nachdem sich das Ehepaar hatte scheiden lassen, heiratete er 1943 die aus Chêne-Bougeries stammende Simone, geborene Philippe.
Zusammen wanderten sie 1946 nach Seattle aus. Dort baute er an der Universität Seattle für den Fachbereich Kunst eine Abteilung für Keramik auf. Von 1949 bis 1951 stellte Bonifas seine Werke in fünf Einzelausstellungen in Seattle aus. 1953 folgte eine Retrospektive im Kunstmuseum Seattle. 1959 zog sich Bonifas aus dem aktiven Lehrbetrieb zurück und widmete sich ausschliesslich seiner eigenen Atelierarbeit. 
Paul Ami Bonifas fand seine letzte Ruhestätte auf dem Friedhof von Guemes Island. Die Insel liegt im Westen des Skagit County und nördlich von Fidalgo Island.